# Märkisches Museum (metrostation)
Märkisches Museum is een station van de metro van Berlijn, gelegen onder de Wallstraße in Berlin-Mitte, nabij het Märkisches Museum, waaraan het zijn naam dankt. Het metrostation opende op 1 juli 1913, toen de Spittelmarktlinie werd verlengd naar de Alexanderplatz, en droeg tot 1935 de naam Inselbrücke. Tegenwoordig is station Märkisches Museum onderdeel van lijn U2.

## Geschiedenis
In oktober 1908 had de Berlijnse metro voor het eerst de historische binnenstad bereikt. De lijn eindigde op dat moment nog aan de Spittelmarkt, maar in maart 1910 begonnen de werkzaamheden aan een verdere verlenging naar het noorden, onder de Spree door richting de Alexanderplatz. Om de rivier te kunnen kruisen moest de tunnel dieper aangelegd worden dan voorheen. De aan weerszijden van de Spreekruising gelegen stations Inselbrücke, genoemd naar een nabijgelegen brug over de rivier, en Klosterstraße kwamen dan ook dieper te liggen dan de oudere stations, die zich veelal direct onder de straat bevinden.
Tijdens de werkzaamheden aan de tunnel onder de Spree ontstond op 27 maart 1912 een lek nabij het in aanbouw zijnde station Inselbrücke. Het water drong door tot aan de Spittelmarkt, waardoor de metrodienst een kleine week lang ingekort moest worden tot station Leipziger Platz. Naar aanleiding van het ongeval besloot men bij alle rivierkruisingen damdeuren te plaatsen.

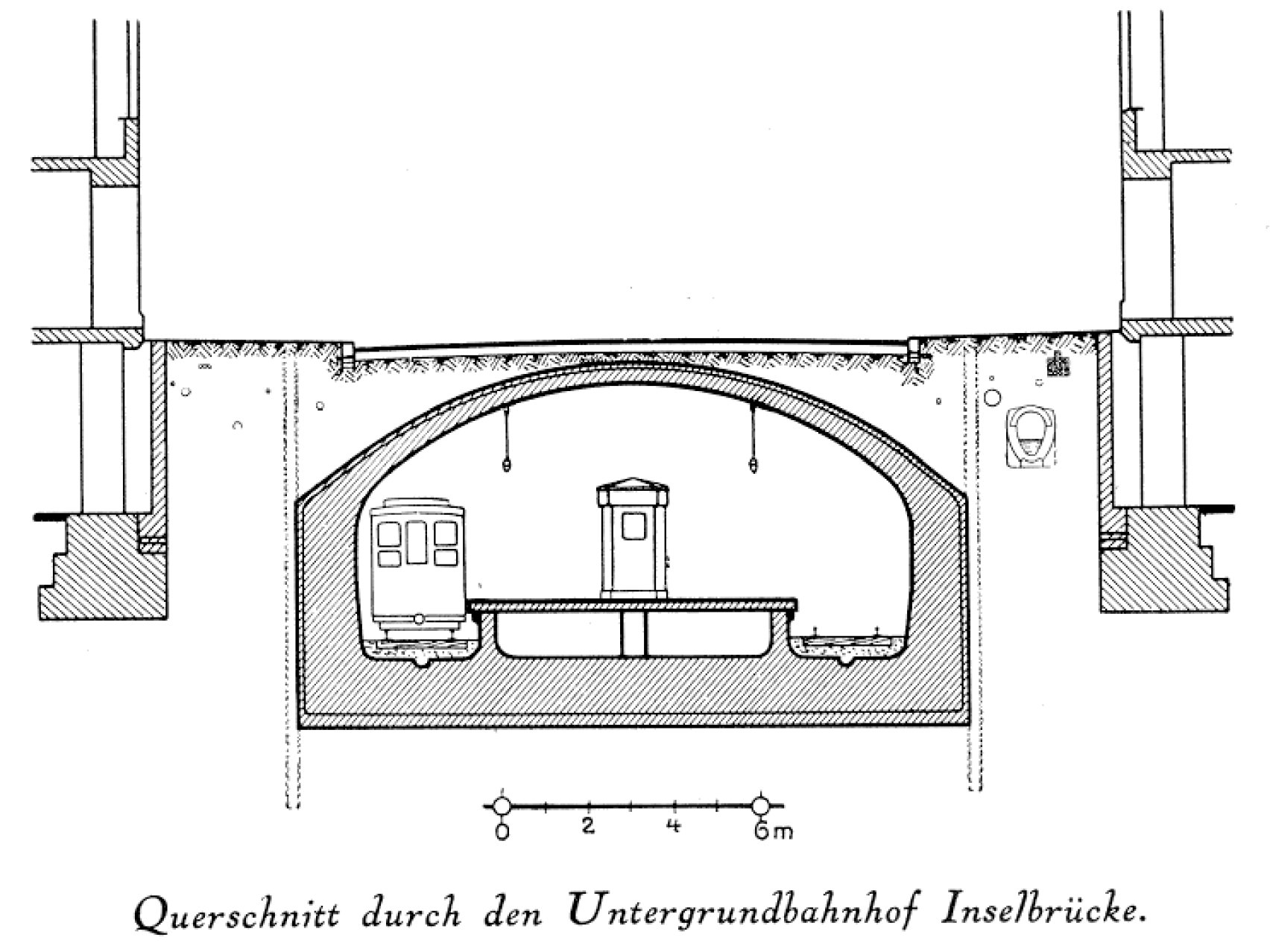
Dwarsdoorsnede van het station, 1913

Terwijl de ondergrondse stations van de Berlijnse metro tot dan toe rechtstreeks naar de straat leidende uitgangen hadden gekregen, werd in station Inselbrücke aan beide uiteinden van het eilandperron een kleine tussenverdieping aangelegd. De diepe ligging gaf ook de mogelijkheid een ruime hal te creëren, met een als tongewelf uitgevoerd dak. Hierdoor waren steunpilaren voor het eerst in geschiedenis van metro van Berlijn overbodig. Architect Alfred Grenander, die verantwoordelijk was voor alle Berlijnse metrostations uit deze periode, maakte net als hij eerder op de Spittelmarktlijn had gedaan gebruik van een herkenningskleur, in het geval van station Inselbrücke groen. Deze kleur werd toegepast in de omlijstingen van de reclame- en stationsnaamborden en op de kiosken op het perron. Voor de rest werd het station volledig bekleed met witte tegels.
Op 1 juli 1935 kreeg het station zijn huidige naam, verwijzend naar het nabije museum dat gewijd is aan de geschiedenis van de Duitse hoofdstad.
Vier jaar later begon de Tweede Wereldoorlog, die ook voor station Märkisches Museum gevolgen zou hebben. Op
24 mei 1944 veroorzaakte een vliegtuigbom lichte schade aan het dak. De grootste bedreiging voor het metrostation zou echter gevormd worden door het water. Begin april 1945 raakte de tunnel onder de Spree tijdens een bombardement beschadigd en drong er langzaam maar gestaag water binnen. De situatie verergerde nog in mei 1945, toen de Noord-zuidtunnel van de S-Bahn ter hoogte van het Landwehrkanaal werd opgeblazen en onder water kwam te staan. Via een voetgangerstunnel in station Friedrichstraße bereikte het water ook het metronetwerk. Bijna een miljoen kubieke meter water verspreidde zich vervolgens door de tunnels en het traject Alexanderplatz - Potsdamer Platz van lijn A (de huidige U2) overstroomde volledig; ook station Märkisches Museum hield het niet droog. Treinen reden er toen overigens al niet meer; op 25 april 1945 was het weinige nog mogelijke metroverkeer in de gehele stad stilgelegd.

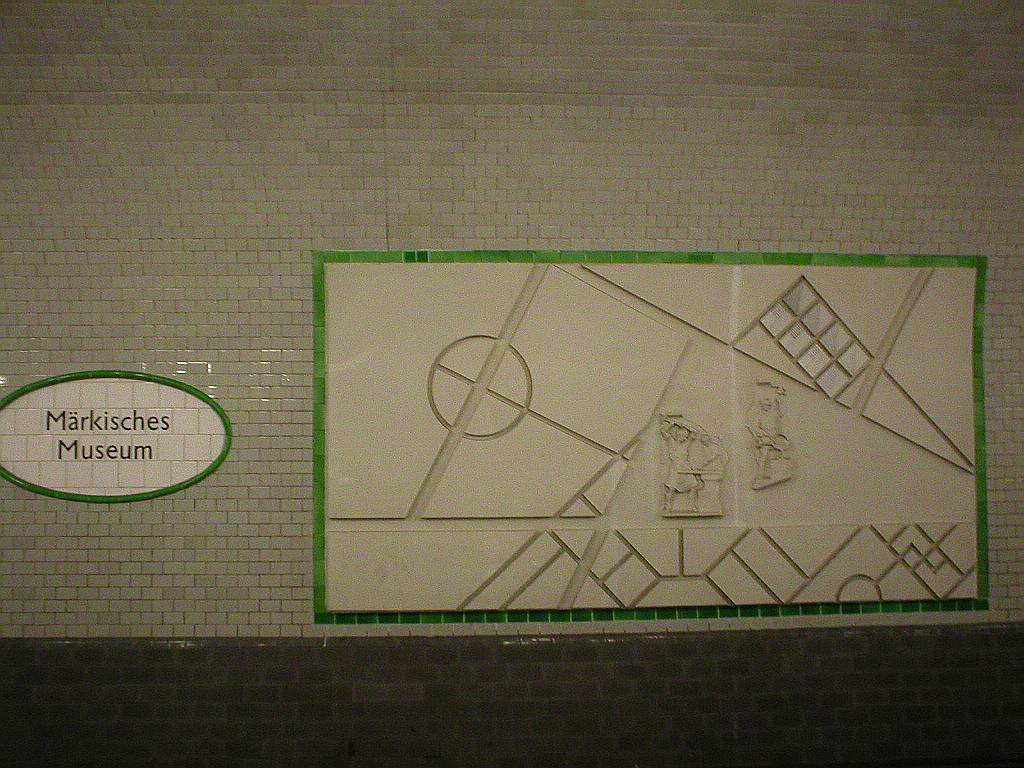
Een van de reliëfs van Schäfer en Jörke

Na het einde van de oorlog werd de tunnel leeggepompt en kon het metronet provisorisch hersteld worden. Er werden diverse pendeldiensten ingesteld op de toenmalige lijn A. Op 31 juli 1945 kon station Märkisches Museum weer in dienst komen en reden er pendeltreinen tot station Stadtmitte. De tunnel onder de Spree kon vanaf begin november weer gebruikt worden.
In de DDR-periode verwaarloosde het metrostation enigszins door gebrek aan onderhoud. In de jaren 1980 onderging station Märkisches Museum, inmiddels opgenomen op de monumentenlijst, echter een grootschalige restauratie ter gelegenheid van het naderende 750-jarige jubileum van Berlijn. Vanwege het nabijgelegen museum besloot men de stadsgeschiedenis van Berlijn als thema voor de herinrichting van het station te nemen. De kunstenaar Jo Doese creëerde enkele collages en Karl-Heinz Schäfer en Ulrich Jörke schiepen historische stadsplattegronden in reliëf, die door schrijfster Ingrid Bartmann-Kompa van passende citaten voorzien werden. De werken werden geplaatst op de voormalige reclameborden, die in het communistische economische systeem niet gebruikt werden. Bovendien kreeg het station nieuwe, kogelvormige lampen en plaatste men portalen bij de bovengrondse toegangen, aangepast aan het oorspronkelijke ontwerp.

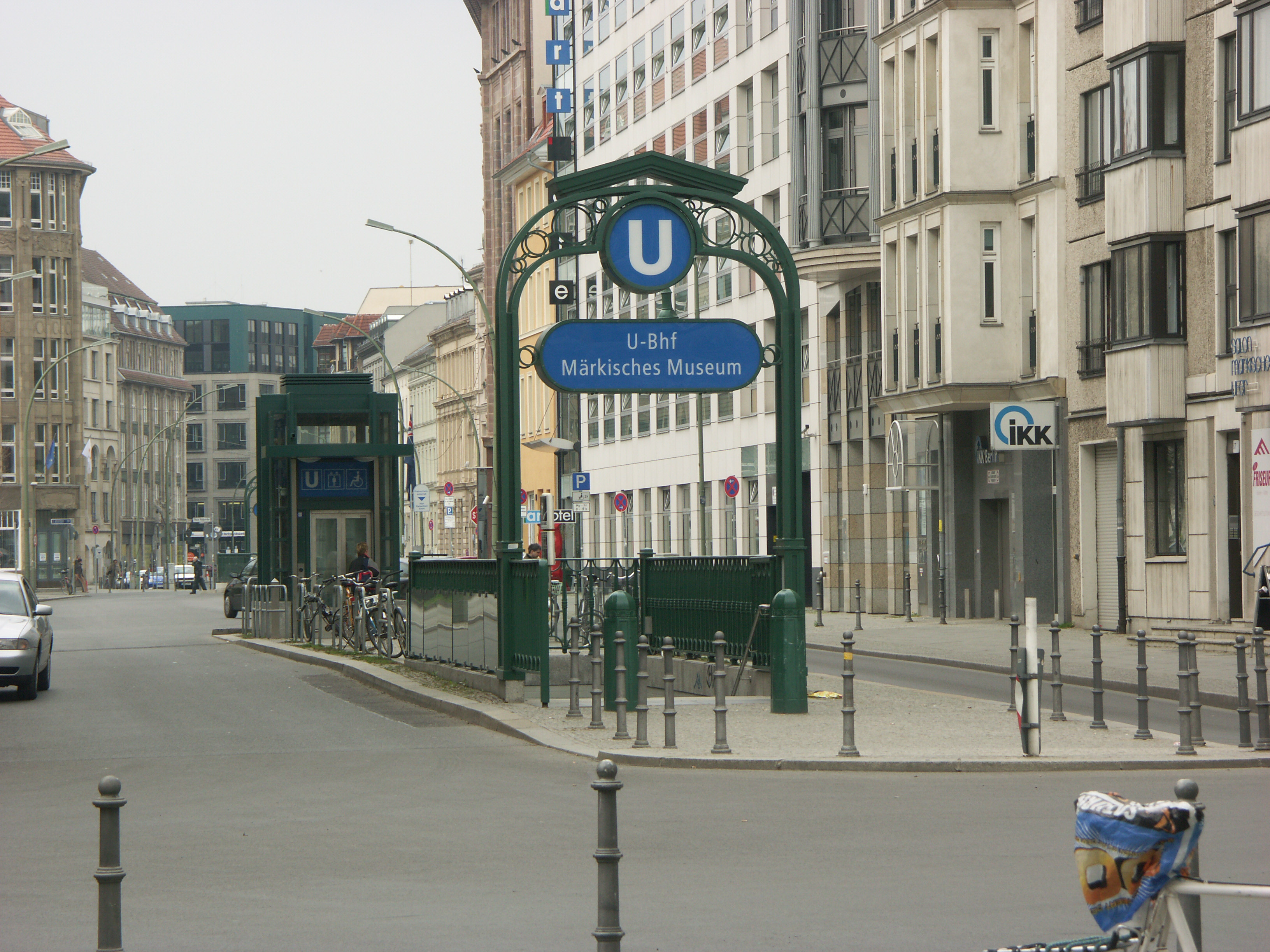
Oostelijke toegang tot het station met replica van het oorspronkelijke gietijzeren portaal; op de achtergrond is ook de lift te zien.

Ondanks de restauratie uit de jaren 1980 bleek een grondige sanering van het station na de Duitse hereniging opnieuw noodzakelijk. In 1999 begon stadsvervoerbedrijf BVG de werkzaamheden. De gehele betegeling van het station werd verwijderd, hetgeen leidde tot een botsing met de dienst monumentenbescherming. Men kwam vervolgens alsnog overeen de monumentenstatus van het station bij de sanering te respecteren en besloot de nieuwe tegels volledig volgens het originele ontwerp te laten nabranden. De BVG investeerde samen met de bonds- een deelstaatregering 12 miljoen Duitse mark (ongeveer 6 miljoen euro) in het project, waarvan 2 miljoen mark bestemd was voor de inbouw van een lift. Deze lift bevindt zich ongeveer in het midden van het station en leidt rechtstreeks naar de middenberm van de Wallstraße. In 2002 was de operatie voltooid.